# Balatom
Balatom je 1086,3 m n. m. vysoký vrch v pohoří Vtáčnik. Nachází se jihozápadně od centrální, nejvyšší části pohoří a tvoří západní rozsochu Rubaného vrchu.
Vrchol je zčásti holnatý, v západní části skalnatý a pokrývá jej smíšený les. Patří do CHKO Ponitrie.

## Přístup
- Po  značce
  - Z Oslan přes Buchlov
  - Z obce Ostrý Grúň přes Rúbaný vrch